# Cosmoscarta nigriventris
Cosmoscarta nigriventris är en insektsart som beskrevs av Schmidt 1910. Cosmoscarta nigriventris ingår i släktet Cosmoscarta och familjen spottstritar. Inga underarter finns listade i Catalogue of Life.